# Штродах, Алексей Петрович
Алексей Петрович Штродах (латыш. Aleksejs Štrodahs; 1894, село Кульцем, Курляндская губерния — 1956, Москва) — советский государственный и военный деятель. Член Центрального штаба Красной гвардии Москвы, военный комиссар Москвы (1918), председатель Рязанского окружного исполнительного комитета (1930).

## Биография

### Ранние годы
Родился в 1894 году в селе Кульцем Курляндской губернии в крестьянской семье латышей. В юности работал пастухом, затем юнгой и матросом на торговых кораблях, совершая рейсы между Ригой, Лондоном и Гентом. В 1911—1915 годах обучался на вечерних общеобразовательных курсах в Риге.
В 1912 году вступил в подпольный кружок «Страуме» Социал-демократии Латышского края (СДЛК) в Риге. Участвовал в перевозке нелегальной литературы и организации подпольных собраний. Арестовывался в Риге в 1912 и 1913 гг.

### Военная служба
Во время Первой мировой войны служил в Русской императорской армии, дослужился до звания подпоручика. В 1917 году окончил школу прапорщиков в Гатчине. Кавалер Ордена Святого Владимира.

#### Участие в Гражданской войне
После Октябрьской революции участвовал в боях в Москве, возглавляя отряд Красной гвардии.
В годы Гражданской войны занимал должности:
- члена Центрального штаба Красной гвардии Москвы;
- военного комиссара Москвы (1918);
- начальника штаба особой группы, помощника командующего 3-й армии;
- начальника штаба 11-й стрелковой дивизии;
- начальника оперативного отдела штаба 15-й армии.

С 1919 по 1922 год обучался в Военной академии РККА.

### Политическая и хозяйственная деятельность
В 1923 году был направлен в Германию в качестве военного советника при Центральном комитете КПГ. Осенью-зимой 1923 года участвовал в подготовке вооружённого восстания.
С 1924 года работал на хозяйственных и партийных должностях в СССР:
- заместитель председателя, затем председатель правления треста «Лакокраска» (1924—1926);
- член Президиума Московской губернской контрольной комиссии ВКП(б) (1927—1929);
- председатель Рязанского окружного исполнительного комитета (1930);
- заместитель народного комиссара земледелия Узбекской ССР (1930—1931);
- заместитель народного комиссара земледелия Киргизской АССР (1931—1933);
- заведующий сектором Госплана СССР (1933—1934);
- директор Ленинградского планового института;
- заместитель председателя Госплана Латвийской ССР (1940—1941).

Похоронен в Москве на Новодевичьем кладбище.

### Научная и преподавательская деятельность
В 1934—1936 годах был преподавателем Международной ленинской школы.
Автор ряда публикаций по экономике и военному делу.